# Werkendam (plaats)
Werkendam is een dorp in de gemeente Altena in de Nederlandse provincie Noord-Brabant. Het ligt ten zuiden van de plaats waar de Boven-Merwede zich splitst in de Nieuwe Merwede en Beneden-Merwede. De kern Werkendam telde 11.495 inwoners in 2023.
Werkendam was een zelfstandige gemeente tot deze in 1950 werd samengevoegd met de gemeente De Werken en Sleeuwijk, waartoe ook buurtschap Kille behoorde. In 1973 werd het dorp Nieuwendijk bij Werkendam gevoegd. In 1997 fuseerde de gemeente Werkendam met de gemeente Dussen tot de gemeente Werkendam, die in 2019 opging in de gemeente Altena.

## Toponymie
De naam Werkendam hangt vermoedelijk samen met de afdamming van het riviertje Werken, die omstreeks 1230 heeft plaatsgevonden. De naam Werken heeft mogelijk betrekking op vlechtwerk van wilgentenen, voor de visserij.

## Geschiedenis
Werkendam is vernoemd naar de afdamming van het riviertje Werken. Als onderdeel van de grote waterbouwkundige werken in de Grote Waard vindt omstreeks 1230 de afdamming plaats. Voor die tijd bevond zich al een nederzetting op die plaats, met de naam Wirkenemunde, voor het eerst vermeld in 1064. De ambachtsheerlijkheid Werkendam valt niet onder Altena, maar rechtstreeks onder de baljuw van Zuid-Holland in Dordrecht, evenals de kerkelijke goederen der parochie.
Een bekende gebeurtenis is de brand in 1641 in het dan reeds protestants-christelijke dorp, waaraan 81 huizen in Werkendam ten prooi vallen. Naast dorpsbranden heeft Werkendam in de 17e eeuw veel te lijden gehad onder pest en overstromingen. In 1812 trokken de Kozakken door Werkendam, nadat ze bij Hardinxveld de Merwede waren overgestoken.
De bevolking leeft in die tijd van de rivier. Schippers, beurtvaarders en vissers vinden er hun bestaan. Later zijn er veel griendwerkers in de Biesbosch. Aan hen dankt Werkendam de naam 'de Vrouwenhemel', aangezien vele mannen de gehele week in de Biesbosch verbleven. Tot in de 20e eeuw was Werkendam een ware doolhof van havens (Oude Binnenhaven), kanalen en waterwegen. Deze zijn nu vrijwel allemaal gedempt.
Anton Mussert, ingenieur en later oprichter en leider van de Nationaal-Socialistische Beweging (NSB), werd in 1894 in Werkendam geboren.
Op het laatst van de Tweede Wereldoorlog, in 1945, werden in Werkendam nogal wat gebouwen beschadigd. Tijdens de Watersnood van 1953 liep ook een deel van Werkendam onder water. Toch werden vele Werkendammers, als bekwame dijkenbouwers, naar Zeeland gestuurd om aldaar de dijken te dichten.
Werkendam heeft tegenwoordig een naam opgebouwd op het terrein van weg- en waterwerken.

### Kerkelijke geschiedenis
Het overgrote deel van de gelovige bewoners van Werkendam is protestants en kent daarbij, naast de Hervormde Kerk, vele bevindelijke stromingen. Dit alles heeft een ontstaansgeschiedenis die zeker teruggaat tot in de Tachtigjarige Oorlog. Hoewel het Land van Altena tot Holland behoorde, in een vroeg stadium Staats werd en er reeds omstreeks 1590 enkele predikanten fungeerden, werd het regelmatig door Spaansgezinde troepen bedreigd. In 1636 moesten de predikanten zelfs naar het noorden vluchten omdat ze door Spaansgezinde troepen gegijzeld dreigden te worden. In 1639 kwamen ze weer terug.
In de 18e eeuw was het ds. Johannes Groenewegen (1709-1764) uit Werkendam die oefeningen hield bij mensen thuis. Deze godsdienstoefeningen moesten min of meer in het geheim geschieden, daar de overheid de teugels van de Hervormde Kerk strak in handen hield. De predikant kreeg een aanzienlijke aanhang en legde aldus in deze streek de grondslag voor wat uiteindelijk de Afscheiding van 1834 zou gaan vormen. Hierdoor ontstonden uiteindelijk weliswaar de Gereformeerde Kerken in Nederland, maar daarnaast ontstonden er tal van andere stromingen die zich ook hierin niet konden vinden. In Werkendam hebben vele daarvan een eigen kerkgebouw. Hieronder volgt de geschiedenis van de Gereformeerden in Werkendam.
Op 27 maart 1837 splitste de Gereformeerde Kerk van Werkendam zich van de Hervormden af door de ondertekening van de akte ter verbintenis. Aldus belovende wij ook mits dezen, de eenigheid der Kerke op alle mogelijke wijze te bevorderen, en liever ons particulier gevoelen te verzaken, dan oorzaak te geven, dat daardoor de Gemeente des Heeren gescheurd worde. Het eerste Gereformeerde kerkje aan de Sleeuwijksedijk, niet meer dan een schuur eigenlijk, heette Naboths Wijnberg en was in gebruik van 1837 tot 1859. Vanaf 1859 tot 1912 werd een nieuwe, grotere, houten kerk aan de Hoogstraat in gebruik genomen. In 1913 kwam een nieuwe, stenen kerk gereed, die echter in 1945 door oorlogsgeweld werd verwoest. Door de verwoestingen moesten de diverse kerkgenootschappen die er reeds waren in de weinige gebouwen die nog waren overgebleven hun diensten houden. Er kwam een noodkerk, maar de middelen waren vooralsnog ontoereikend om een meer permanente kerk te bouwen. De Watersnood van 1953 maakte ook de noodkerk onbruikbaar. De Gereformeerden konden bij de Hervormden terecht tot, in 1956, hun eigen kerk, de Maranathakerk, in gebruik kon worden genomen.
De rechtzinnigheid van het protestantisme in Werkendam kwam pas sedert het einde van de 19e eeuw goed tot uiting. Hieruit vloeide in 1903 de benoeming van Hendrik Gay als burgemeester voort. Deze was eveneens orthodox protestant en hij steunde de eis vanuit de kerken om de zondagsrust te eerbiedigen. Zo geschiedde het dat in 1905 het nut werd erkend om het drankgebruik vooral op zondagen te beperken: voortaan waren de cafés op zondag gesloten. Ook in 2010 was er weer discussie ten aanzien van de nieuwe veerpont naar Hardinxveld. De plaatselijke SGP was van mening dat deze op zondag niet mocht varen.
Ondanks het behoudend protestantse karakter van de plaats kon het zonder problemen gebeuren dat in 2009 een katholiek, Carla Breuer-Blekkink, tot burgemeester van Werkendam werd benoemd.

## Bezienswaardigheden

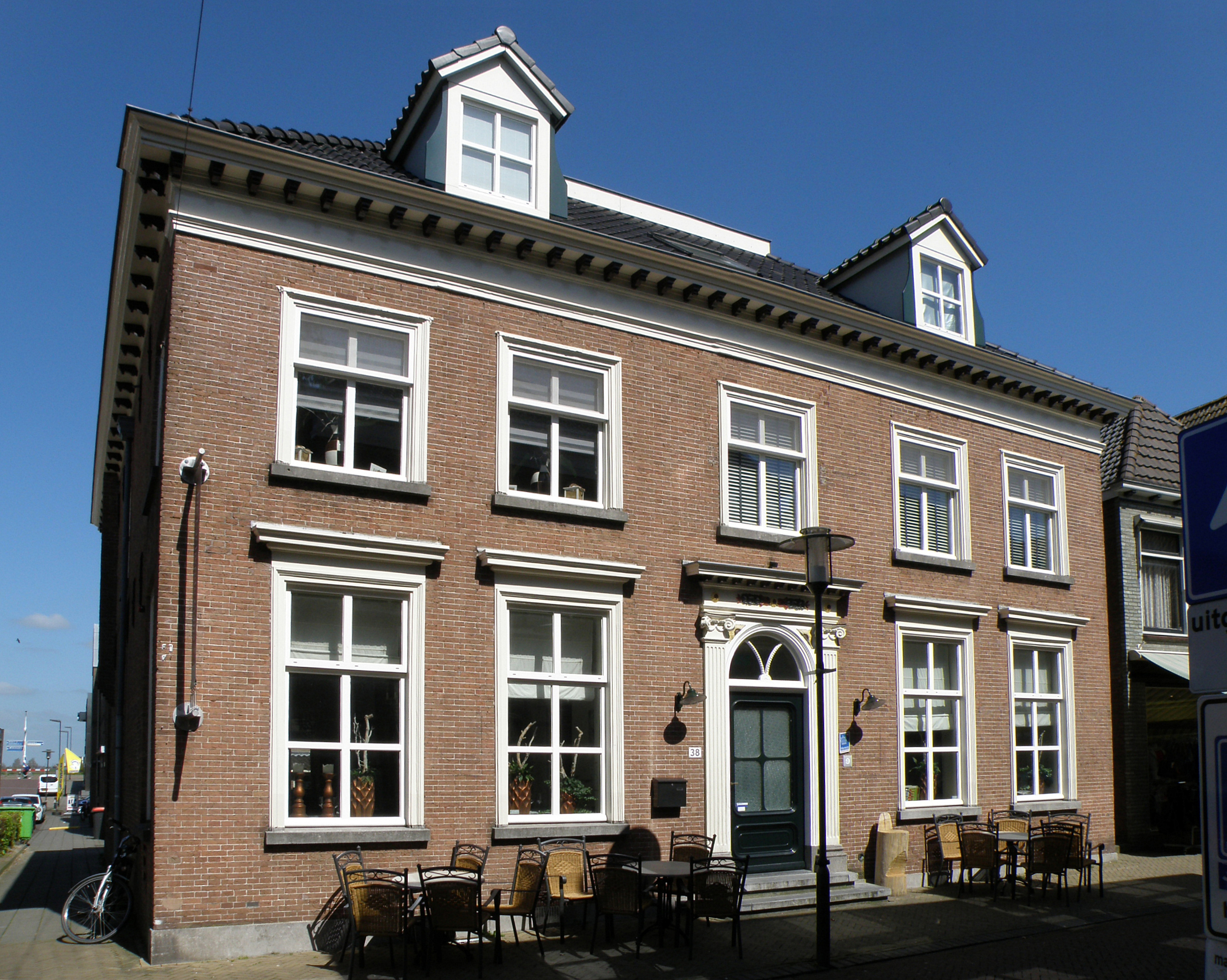
Het zgn. Notarishuis aan de Hoogstraat.

- De Joodse begraafplaats, aan de Voorste Vliet, uit 1850.
- Het Oorlogsmonument van Werkendam, met de namen van inwoners die omkwamen in de Tweede Wereldoorlog en in Nederlands-Indië, naast naast het Monument "De Line-Crosser".
- De Dorpskerk, aan de Kerkstraat, uit 1951. Een kruisvormige bakstenen kerk met een centrale zeskante opbouw, een zogenaamde verdiepingskerk. Architecten waren Chr. Nielsen en J.H.C. Spruit. De kerk verving een in 1944 verwoeste, van oorsprong 15e-eeuwse kerk. Het orgel uit 1953 is gebouwd door de firma Willem van Leeuwen te Leiderdorp.
- De Biesboschkerk
- Fort aan de Uppelse Dijk (ook Fort Altena geheten), uit 1847. Onderdeel van de Nieuwe Hollandse Waterlinie, sinds 2003 natuurgebied.
- Werk aan de Bakkerskil, aan de Schenkeldijk, uit 1878. Onderdeel van de Nieuwe Hollandse Waterlinie.
  - Papsluis, een inundatiesluis op 250 meter ten zuiden van het Werk aan de Bakkerskil.
- Fort bij het Steurgat, aan de Bandijk ten zuidwesten van de kom nabij het Steurgat, uit 1881. Eindpunt van de Nieuwe Hollandse Waterlinie.
- Waterliniepad, een wandelpad met als thema de Nieuwe Hollandse Waterlinie, van Weesp naar Werkendam met het Fort bij het Steurgat als eindpunt.
- De Vervoorne Molen aan de Schenkeldijk, uit omstreeks 1700. Het is een houten achtkante poldermolen.
- Het Landeke, aan Schans 41c, uit 1902. Het is een onttakelde poldermolen.
- Het Voormalige Notarishuis, aan Hoogstraat 38, uit 1843. Van 1897 tot 1925 notariswoning, daarna tot 1978 gemeentehuis. Daarin is een restaurant gevestigd en kan gehuwd worden.
- Nationaal Park De Biesbosch, beschermd nationaal natuurgebied met veel verschillende natuurlandschappen, recreatie en spaarbekkens ten behoeve van drinkwatervoorziening.

Zie ook
- Lijst van rijksmonumenten in Werkendam
- Lijst van gemeentelijke monumenten in Werkendam

## Musea
- Het Biesbosch MuseumEiland bevindt zich in de Biesbosch, 12 km ten westen van Werkendam, aan Hilweg 2.
- Stichting Oudheidskamer Zevenhuizen bevindt zich in Werkendam aan Zevenhuizen 7.

## Verenigingen

#### Algemeen
- Historische Vereniging Werkendam en De Werken Ca
- Vogelvereniging De Biesboschzanger
- Hondenvereniging 't Klaske
- Gereformeerde jeugdvereniging Nobelesse Oblige Werkendam
- Oranjevereniging Werkendam
- Koninklijk Erkende Muziekvereniging Irene Werkendam
- Shantykoor De Biesbosch
- Christelijk gemengde Zangvereniging Hallelujah
- Mannenkoor Onderling Genoegen
- Dames- en Mannenkoor De Verenigde Zangers
- Buurtvereniging Havenstraat en omgeving
- Christelijk Gemengd Koor Sjier Hasjiriem

#### Sportverenigingen
- Voetbalvereniging Kozakken Boys
- Basketbalvereniging BC Virtus Werkendam
- Zwemvereniging De Biesboschzwemmers
- Volleybalvereniging VV Voltena
- Tennisvereniging Werkendam
- Wielervrienden Werkendam
- Badminton vereniging Cross Smash
- Gymnastiek vereniging OKK
- Dam- en Schaakvereniging Werkendam
- Hengelsport vereniging De Biesbosch
- Watersport vereniging Werkendam
- Schietsport vereniging Werkendam
- Beachsport vereniging Werkendam

## Voorzieningen

### Algemeen
- Buurthuis "de Burcht"
- Bibliotheek Altena
- Jeugdsoos Werkendam
- Schippersinternaat De Merwede
- Zorgcentrum Goezate
- Kinderboerderij Floreffehoeve

### Onderwijs
- O.B.S Burgemeester Sigmondschool
- Ds. Joh. Groenewegenschool
- CBS 't Kompas
- CBS Het Baken

### Sport
- Sportpark de Zwaaier
- Sporthal De Crosser
- Zwembad Werkina
- Fitnesscentrum Sportivity

## Kerken
Er zijn tal van kerken voor diverse protestantse genootschappen. Sommige daarvan zijn gesloopt en andere weer nieuw gebouwd. Daarnaast heeft Werkendam een katholieke kerk en een synagoge gekend.
- De synagoge aan de Hoogstraat, in een voormalige schuur, werd in 1835 ingewijd en in 1900 buiten gebruik genomen. Ze is inmiddels gesloopt.
- De Antonius van Paduakerk aan de Havenstraat, architect Jan Strik, werd in 1951 gebouwd in de stijl van de Bossche School en in 1987 buiten gebruik genomen. In 1989 werd de kerk gesloopt [3]. Op de plaats van de kerk werden woningen gebouwd.
- De Dorpskerk van de Hervormde Gemeente aan de Kerkstraat 1. Het gebouw werd op 23 december 1952 in gebruik genomen. Architecten waren Chr. Nielsen en J.H.C. Spruit, die eveneens het ontwerp maakten voor de Hervormde kerk van Almkerk, een dorp in de omgeving. Het kerkgebouw kwam in plaats van de in 1945 verwoeste kerk. Naast de kerk is de gemeentelijke begraafplaats. Hier is onder meer het graf van Thomas Handley Duff wiens Lancaster Mk III op 22 juni 1944 bij Werkendam de modder indook.

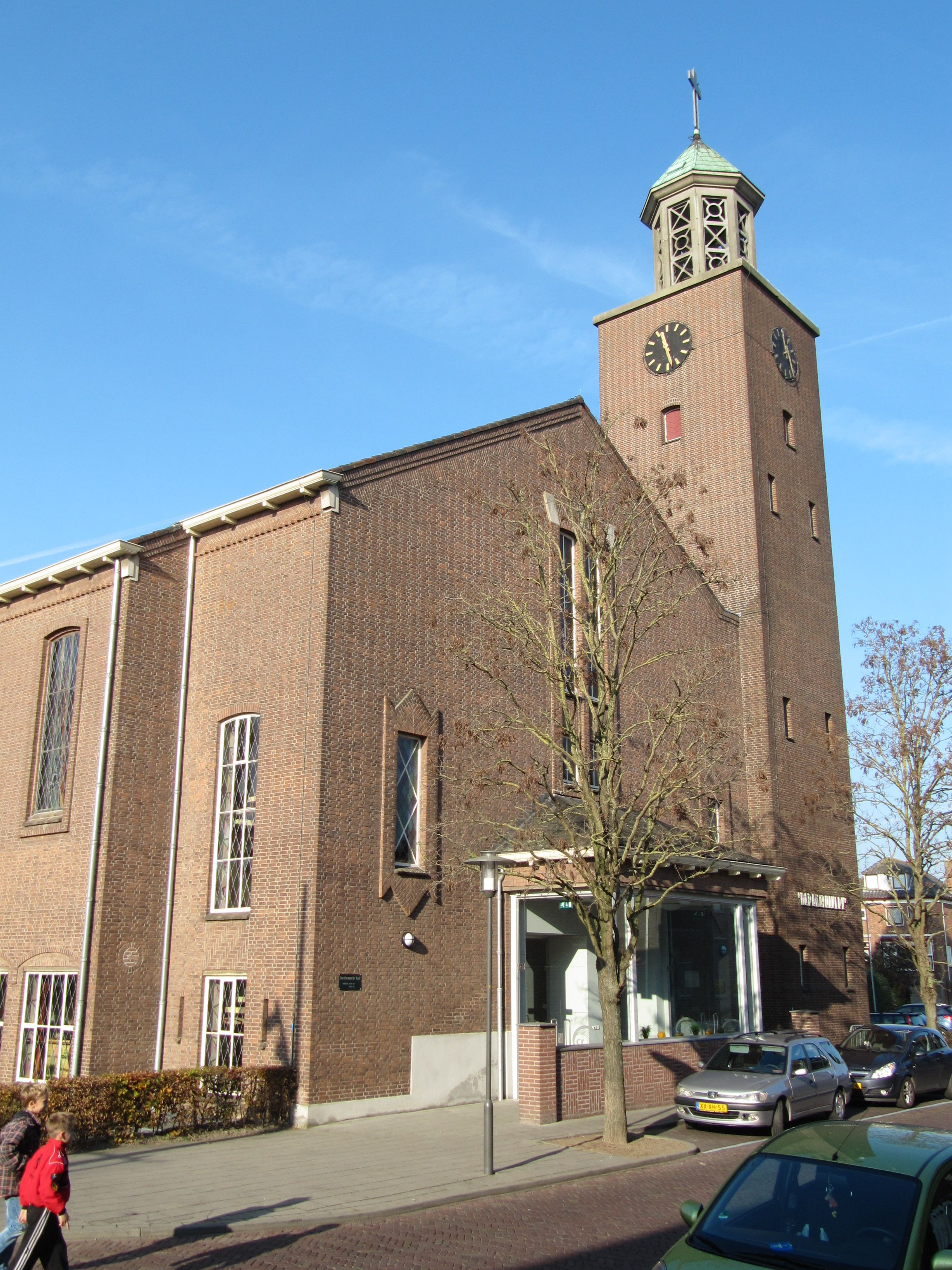
Maranathakerk

- De Biesboschkerk van de Hervormde Gemeente aan de Richter 91, in een nieuwbouwwijk met straatnamen gerelateerd aan de Biesbosch. Oorspronkelijk was er een kerk voor de Biesboschbewoners aan de Bandijk in de Kievitswaard. Deze Biesboschkapel uit 1951 werd in 2004 vervangen door de kerk met de toepasselijke naam: Biesboschkerk. Architect was W.M. van Beijnum uit Amerongen. Het orgel stamt uit 1971 en werd gebouwd door de firma Mense Ruiter te Groningen. Het werd geplaatst in de nieuwe kerk.
- De Maranathakerk aan de Merwestraat, Gereformeerde Kerk, vervangt het in 1945 verwoeste gebouw en is in 1956 gebouwd naar een ontwerp van architect B.W. Plooij. Het orgel uit 1956 is van de Alkmaarse firma B. Pels & Zn. In 2006 is het gebouw gerenoveerd.
- De Christelijke Gereformeerde kerk, gebouwd in 1995 aan de Binnengriend 27, sinds 2011 de Rehobothkerk genaamd. Van 2004 tot 2010 maakte ook de Hersteld Hervormde Gemeente gebruik van het gebouw. Voordat in 1995 het kerkgebouw in gebruik werd genomen, kerkte de Christelijk Gereformeerde Kerk in een kerkgebouw aan de Lijnbaan in het centrum van het dorp.
- De Bethelkerk van de Gereformeerde Gemeenten, aan de Sigmondstraat 47, uit 1989. In 2003 werd het gebouw uitgebreid, zodat de kerkzaal een capaciteit van 1390 zitplaatsen kreeg. Architect was W.M. van Beijnum uit Amerongen. Voor 1989 kerkte de gemeente in een kerkgebouw aan de Hoogstraat in het centrum van het dorp.
- Het Zwarte kerkje, zo genoemd vanwege zijn zwarte kleur, is het kerkgebouw van de Oud Gereformeerde Gemeenten in Nederland, aan de Van Tienhoven van de Boogaardstraat 1. Het is een in het kader van de wederopbouw door Zweden geschonken houten kerkgebouw.
- De Hersteld Hervormde Kerk kerkt sinds 2010 aan de Sigmondstraat 1. Deze kerk werd in 1955 in gebruik genomen door de Vrije Hervormde Gemeente die het in 2010 doorverkocht aan de Hersteld Hervormden. Tot 2015 maakten de Vrije Hervormden ook nog gebruik van deze kerk, maar in 2015 werd deze kerkgemeente opgeheven.
- De Gereformeerde Gemeenten in Nederland, achter een woonhuis aan de Bruigomstraat 1. Deze  gemeente was vanaf 1979 actief als afsplitsing van de Gereformeerde Gemeenten. Aanvankelijk behorend tot de Gereformeerde Gemeenten in Nederland. In 2005 splitste de gemeente zich af en werd een Vrije gemeente die sindsdien bekend stond als Vrije Gereformeerde Gemeente in Nederland.
- Evangelische Gemeente De Graankorrel kerkt in het voormalig bejaardenhuis

## Economie
De economie was vroeger sterk verbonden met de nabijheid van de Biesbosch. Van belang was de visvangst en de griendcultuur. Aldus ontstond aan deze activiteiten gerelateerde nijverheid: werken van rijshout, hoepelmakers, dijkenbouw en dergelijke.
Van 1873-1917 heeft in Werkendam een beetwortelsuikerfabriek gestaan genaamd: fa. Binsfeld Meeuws Laane & Co.. Deze werd opgezet vanuit de Dordtse Suikerfabriek, die vanaf 1864 Adolph Meeuws & Co. heette. Meeuws zette samen met de Roosendaalse suikerfabrikant Henri Joseph Binsfeld en diens plaatsgenoot, de bankier Willem Laane, de suikerfabriek op. Deze fabriek moest, evenals vele andere, de poorten sluiten door overproductie en technische verbeteringen die tot schaalvergroting leidden,
Langs de Merwededijk tussen Werkendam en Sleeuwijk liggen diverse scheepswerven en scheepsreparatiebedrijven. Hun specialisme is het afbouwen van stalen casco's tot complete binnenvaartschepen. Voorts is er de Bv Betonmortelcentrale Werkendam en zijn er tal van metaalbedrijven. Ook is Werkendam een dorp van binnenvaartschippers. De Beatrixhaven en de Biesboschhaven zijn belangrijke binnenvaarthavens. 20% van de bevolking werkt in de scheepsbouw. Hiernaast zijn veel Werkendammers actief in baggerwerkzaamheden en de aanleg van waterwerken. De rijke aannemers werden wel griendbaronnen genoemd. Werkendam had de bijnaam Vrouwenhemel, daar vele mannen langdurig van huis waren.

## Geografie

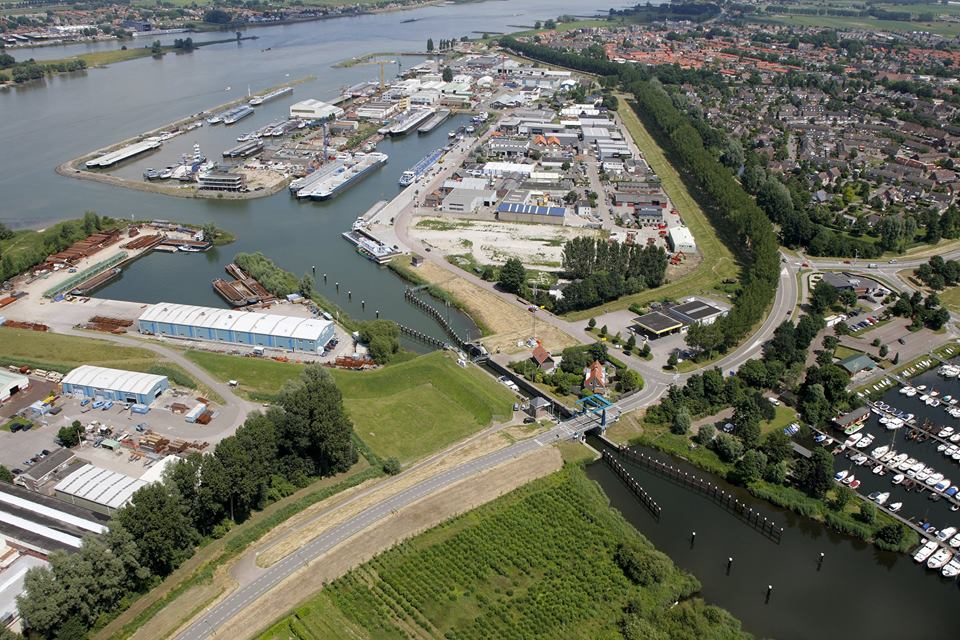
Werkendamse havens, noordelijke deel. Geheel links de Beatrixhaven. Rechts daarvan de Biesboschhaven, met daaronder de Hakkershaven. Aan de andere kant van de Biesboschsluis bevindt zich de Bruine Kilhaven (jachthaven).

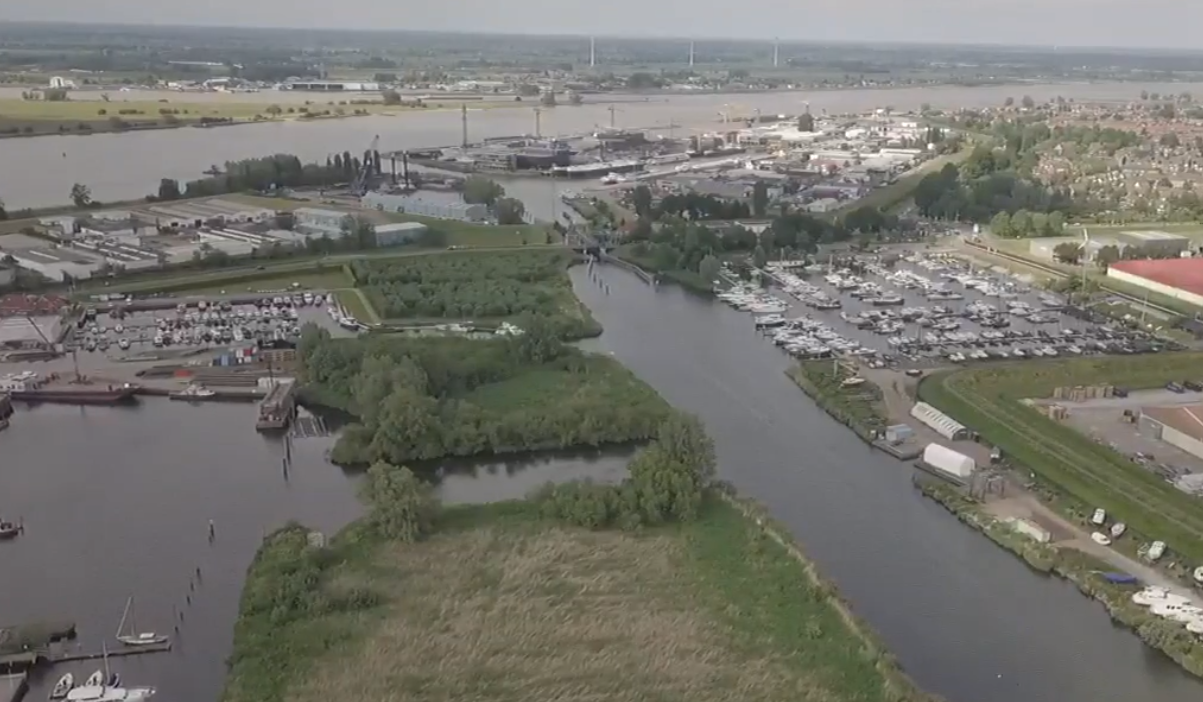
Werkendamse havens, zuidelijke deel. Rechts de jachthaven Bruine Kilhaven, links de Jachthaven Oversteeg en een naamloze en nauwelijks gebruikte industriehaven. In het midden loopt het Steurgat.

### Oppervlaktewateren

#### Rivieren
- Boven-Merwede
- Nieuwe Merwede

#### Kreken en kreekrestanten
- Steurgat
- Bakkerskil
- Gat van 't Hooft

#### Vlieten en singels
- Voorste Vliet
- Achtervliet
- Binnenvliet
- Singel

#### Wielen en vijvers
- Kerkewiel
- Nonnegatswiel
- Dokvijver

### Havens
- Binnenhaven (gedempt)
- Biesboschhaven
- Beatrixhaven
- Bruine Kilhaven
- Jachthaven De Steur
- Jachthaven Oversteeg
- Werkhaven Hakkers

### Dijken
- Sasdijk
- Sleeuwijksedijk
- Werkensedijk
- Schans
- Vissersdijk
- Bandijk

## Natuur en landschap

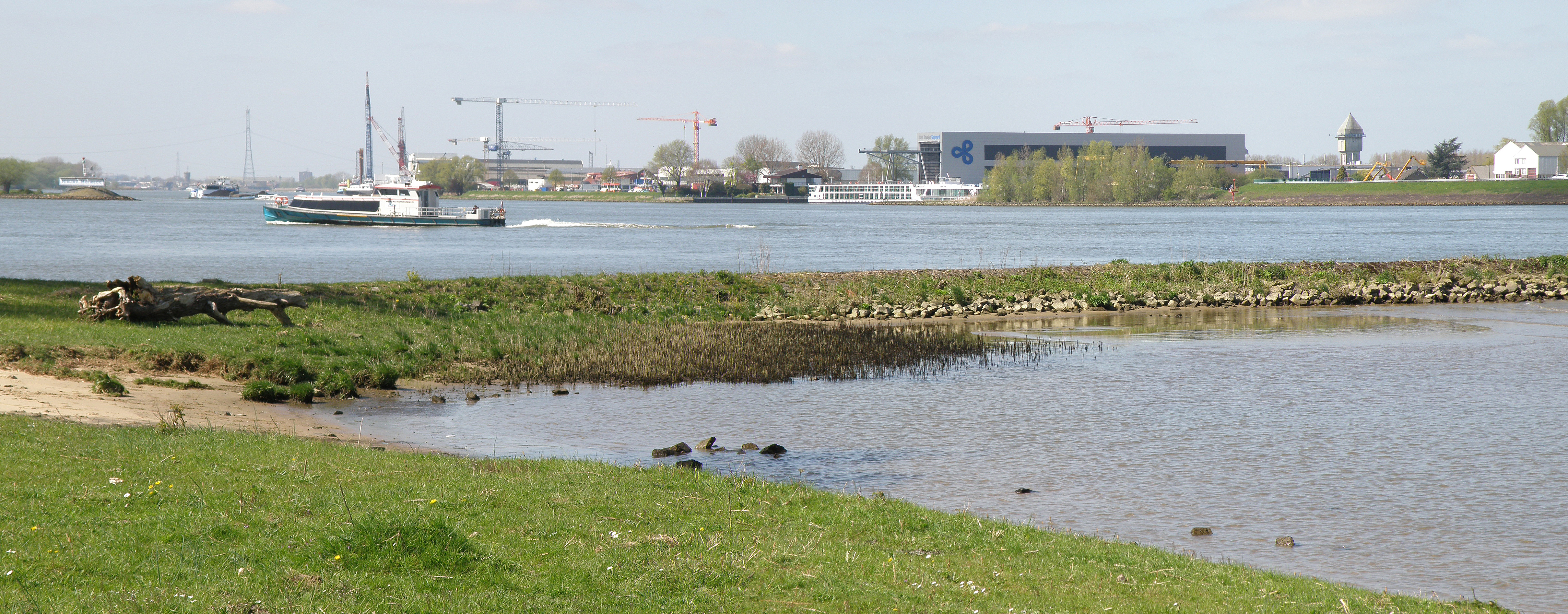
De Kwellingen en de Boven-Merwede.

Werkendam is gelegen aan de Nieuwe Merwede. Er is een voetveer naar Boven-Hardinxveld en, veel verder naar het westen, een autoveer naar Kop van 't Land, waarlangs men Dordrecht kan bereiken. Daarnaast is er bij de Anna-Jacominaplaat, het uiterste zuidwesten van de Biesbosch, een voetveer naar Lage-Zwaluwe: 't Leeuweveerke. Aan de Merwede vindt men De Kwellingen, een natuurgebiedje van 25 ha, ten noorden van Werkendam.
Ten westen van Werkendam begint de Biesbosch, een landschap van polders, moerassen, en geulen. De belangrijkste daarvan is het Steurgat, dat van Werkendam naar het zuiden loopt. Parallel daaraan de Bruine Kil en de Bakkerskil. Ook deze worden begeleid door moerasbossen. De polders bestaan uit rivierklei. Voorts kent Werkendam een drietal forten, deel uitmakend van de Nieuwe Hollandse Waterlinie.

## Wijken in Werkendam

#### Centrum
Het centrum van Werkendam bevat op de Hoogstraat een flink aantal historische panden. Hier staan grote panden van de vroegere oude griendbaronnen, doktoren en andere welgestelden. Nu zijn het winkels met bovenwoningen. De slechte panden worden afgebroken en maken plaats voor nieuwbouw in stijl. Zoals de nieuw te bouwen HEMA vestiging met appartementen. Het centrum kent ook de oude buurten Zevenhuizen en 't Slik. Zevenhuizen bestaat uit smalle stegen met negentiende-eeuwse arbeiderswoningen. 't Slik herbergt historische panden, waaronder het Andries Visserhuis en een aantal recente appartementengebouwen, een bibliotheek, weekmarkt en winkels. Het centrum van Werkendam heeft de laatste jaren een metamorfose ondergaan en dijt steeds verder uit. De komende jaren staan gebieden "de Burcht" en het Plein op het programma voor nieuwbouw en renovatie. Het centrum van Werkendam vervult een regionale functie voor het omliggende gebied.

#### 't Laantje
Deze wijk is gelegen direct naast het centrum en aan de oude begraafplaats en het meertje Kerkewiel. De wijk bestaat voornamelijk uit woningen uit de jaren 30. Het complex 'de Altenaer' (op de plaats van de oude bibliotheek) uit 2003 is ook hier gelegen en omvat 55 appartementen. Het oude verzorgingshuis Goezate uit de jaren 60 maakt plaats voor 48 appartementen. Het Hertenkamp en het oorlogsmonument zijn ook in deze wijk gelegen.

#### Burchtpolder
Plaatselijk bekend als "de Uitbreiding" is de eerste wijk gebouwd na de Tweede Wereldoorlog. Er staan vooral rijtjeshuizen in de sociale huursector. De wijk is op te splitsen in 3 zones. De middelste zone is het oudst, de westelijke zone bevat onder andere een schippersinternaat, park en een aantal nieuwe appartementengebouwen. Ten oosten van de Sigmondstraat staan onder andere de bekende 'ploegmakershuizen' uit de jaren 50. De wijk kent een vestiging van de Albert Heijn.

#### Vervoornepolder Noord en Zuid
Deze wijk omvat woningen uit de late jaren 50 en jaren 60. Aan de zuidzijde wordt ze begrensd door de Sportlaan. In het noorden door de Werkensedijk. In de wijk is een kinderboerderij gelegen. In deze wijk zijn geen winkels gevestigd. Vervoornepolder Zuid ligt tussen de Sportlaan (noorden) en Dijkgraaf den Dekkerweg (zuiden), Borcharenweg (oosten) en de Raadhuislaan (westen). Deze wijk is gebouwd van 1967 tot 1977 en omvat veel rijtjeshuizen, typische jaren 70 bungalows, 2 onder 1 kapwoningen. De komende jaren wordt begonnen met de sloop van enkele woonblokken om plaats te maken voor appartementen en patiowoningen. Het sportpark "Werkina" (tennis, zwembad, beachvolleybal, ijsbaan), wordt over enkele jaren verplaatst naar de rand van Werkendam. Op deze plaats verrijzen dan circa 150-200 woningen. Verder kent de wijk een sporthal en een vestiging van de Aldi.

#### Vierlaan
Deze wijk bestaat uit vier lanen die hoofdverbindingen vormen tussen verschillende andere wijken (van Randwijklaan, Sportlaan, Raadhuislaan en Wilgenlaan). Deze woningen stammen uit voornamelijk eind jaren 70. Echter het in het hart van deze lanen lag vroeger het voetbalcomplex van de Kozakken Boys. Dit is verplaatst naar de rand van Werkendam. Op de plek van dit complex zijn vanaf 2003 verrezen: 2 nieuwe basisscholen, verzorgingshuis, raadhuis, medisch dienstencentrum 'de Doktershoek' en circa 140 appartementen. Alles in een moderne stedelijke uitstraling.

#### Welgelegen Oost en West
Het oostelijke gedeelte van deze wijk is gebouwd vanaf circa 1977 en het westelijk gedeelte vanaf circa 1981. In 1991 was de hele polder Welgelegen volgebouwd. Het kent de typische woonerven-bebouwing en veel groen. Er wonen veel gezinnen met kinderen. De wijk is dan ook erg geliefd bij jonge ouders. Er zijn veel speelplaatsen aanwezig.

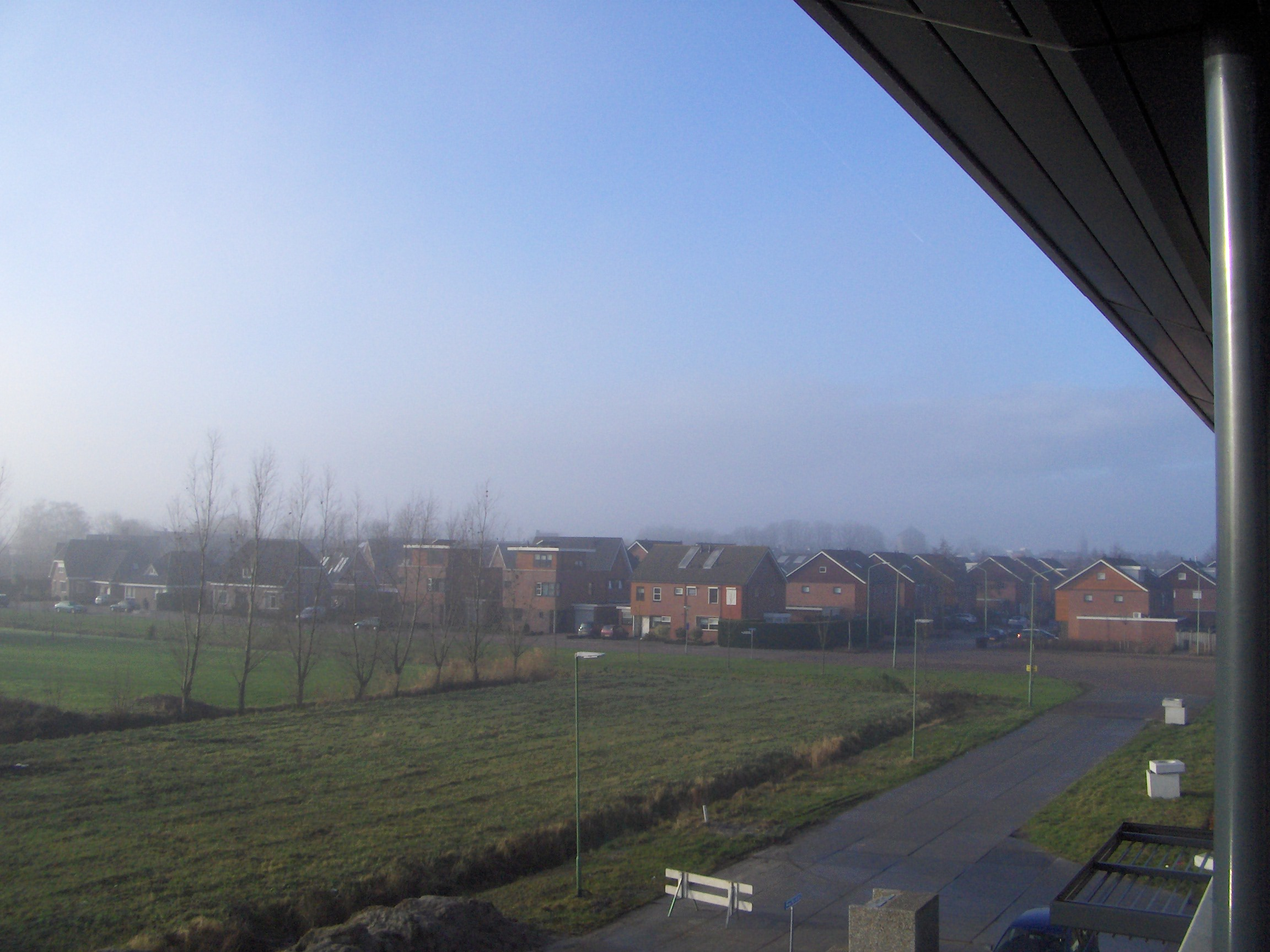
De wijk Werkensepolder, gezien in Noordelijke richting vanaf het appartementencomplex aan de Richter.

#### Werkensepolder
Deze wijk is in fases gebouwd vanaf halverwege jaren 90 en ligt aan de noordkant van Werkendam. De wijk kenmerkt zich door een mix van koop- en huur en laagbouw en gestapelde bouw. Sinds 2005 jaar heeft de wijk een basisschool gevestigd aan de Koelemaaier. Sinds medio 2000 is de wijk ook ontsloten middels een nieuwe randweg (Lange Wiep) naar de oostkant van Werkendam. De wijk is voltooid in 2017. Aansluitend aan de wijk ligt sportpark 'de Zwaaier'.

#### Achter de Schans
In 2023 is de bouw gestart van de eerste woningen in de nieuwe wijk Achter de Schans.

### Bedrijventerreinen
- Beatrixhaven
- Biesboschhaven
- Bruine Kilhaven I, II, III, IV en V
- Steurgat
- Sleeuwijksedijk
- Bandijk
- Kop van Brabant (regionaal bedrijventerrein)

Medio 2009 loopt een onderzoek om achter bedrijventerrein Bandijk een derde industriehaven aan te leggen. De huidige havens kampen met ruimtegebrek. Deze oplossing is op korte termijn beschikbaar. Voor de langere termijn is eventueel een vierde haven nabij het te verbreden Steurgat een optie. Deze wordt mogelijk verbreedt in het kader van ruimte voor water. In 2013/2014 worden de bewoners van de Sleeuwijksedijk/Kerkeinde opgeschrikt door plannen van het college om de huidige dijk te verleggen. Het verzet van oppositie en bewoners is echt dusdanig dat de volledige gemeenteraad tegen deze plannen stemt.

## Bekende personen uit of in Werkendam
- Johannes Groenewegen, predikant. Naar hem is een basisschool in Werkendam vernoemd.
- Govert van Oord, ondernemer en grondlegger baggermaatschappij Van Oord (Werkendam, 1840).
- Joor Bastiaan Verheij, militair en politicus (Werkendam, 1851).
- Coenraad van Haeringen, taalkundige, neerlandicus en hoogleraar (Werkendam, 1892).
- Anton Mussert, ingenieur en later oprichter en leider van de Nationaal-Socialistische Beweging (NSB) (Werkendam, 1894).
- Piet van den Hoek, verzetsman in de Tweede Wereldoorlog. Naar hem werd een fietspad genoemd.
- Arie van Driel, verzetsman in de Tweede Wereldoorlog (Werkendam, 1905). Naar hem is een straat vernoemd in Werkendam.
- Kees van de Sande, verzetsman in de Tweede Wereldoorlog. Ook naar hem is een straat vernoemd.
- Piet Roubos, verzetsman in de Tweede Wereldoorlog.
- H.M. (Henk) van Randwijk, onderwijzer, verzetsman (Vrij Nederland), publicist (Gorinchem, 1909 - Purmerend, 1966). De van Randwijklaan is naar hem vernoemd.
- Grietje Post (1938-2023), tv-persoonlijkheid bij Man bijt hond.
- Elly de Graaf, actrice (Werkendam, 1954).
- Arjan Visser, journalist en schrijver (Werkendam, 1961).
- Pieter Paans, politicus (Werkendam, 1966).
- Erik Braal, Nederlandse basketbalcoach (Werkendam, 1971).
- Johan van der Werff, ex-profvoetballer (Werkendam, 1974).
- Rebekka Kadijk, meermalig Nederlands kampioene beachvolleybal (Werkendam, 1979).
- Niels Vorthoren, profvoetballer (Werkendam, 1988).
- André Nieuwkoop, politieagent en organist (Werkendam, 1990).
- Niels de Klerk, organist (Werkendam, 1997)